# شیخان (روسیه)
شیخان (انگلیسی: Shikhan) یک شهرک در شهرستان ایشیمبایسکی استان باشقیرستان کشور روسیه است.